# New York Knicks
New York Knicks je američka profesionalna košarkaška momčad iz grada New Yorka. Natječe se u Istočnoj konferenciji NBA lige, u diviziji Atlantik.
Naziv Knicks je skraćeno od Knickerbockers, prema liku Father Knickerbockera, glave prve društveno prominentne obitelji u New Yorku u priči Washingtona Irvinga. Inače se naziv Knickerbockers primjenjivao na prve nizozemske naseljenike New Yorka, tadašnjeg Nieuw Amsterdama.
Momčad New York Knicksa odigrala je svoju prvu utakmicu 1. studenog 1946. godine u BAA ligi te je počela igrati u NBA ligi odmah nakon njezina nastanka 1949. (nakon spajanja BAA i NBL lige). Osvojili su dva naslova prvaka, 1970. i 1973. godine.

## Slavni igrači
- Walt Bellamy
- Bill Bradley
- Dave DeBusschere
- Patrick Ewing
- Walt Frazier
- Harry Gallatin
- Tom Gola
- Jerry Lucas
- Dick McGuire
- Earl Monroe
- Willis Reed
- Phil Jackson
- Carmelo Anthony
- Jason Kidd
- Rasheed Wallace

## Vanjske poveznice
- Službena stranica (engl.)